# Hermes (Hamburg)
Hermes is een historisch merk van motorfietsen.
De bedrijfsnaam was: Motorradbau Ing. Berwald, Hamburg (1922-1925).
Dit was een Duitse fabriek vanaf 1922 lichte motorfietsjes met een 124cc-tweetaktmotor leverde. In die tijd ontstonden honderden kleine motorfietsmerken in Duitsland, die bijna allemaal slechts in hun eigen regio leverden. Daarom was er waarschijnlijk ook geen probleem over merkrechten met het merk Hermes in Berlijn; mogelijk wisten ze niet van elkaars bestaan. In 1925 verdwenen ruim 150 van deze kleine merken van de markt, waaronder Hermes in Hamburg én Hermes in Berlijn.